# Слівнік
Слівнік (словац. Slivník) — село в окрузі Требішов Кошицького краю Словаччини. Площа села 11,31 км². Станом на 31 грудня 2016 року в селі проживало 758 жителів. Протікає річка Требеля.
В селі знаходяться грекокатолицька й римокатолицька церкви.

## Історія
Перші згадки про село датуються 1321 роком.

## Населення
| Рік:            | 1994. | 2004. | 2014.   | 2024.   |
| --------------- | ----- | ----- | ------- | ------- |
| Кількість осіб: | 800   | 784   | 772     | 760     |
| Різниця:        |       | -2 %  | -1,53 % | -1,55 % |

| Рік:            | 2023. | 2024.   |
| --------------- | ----- | ------- |
| Кількість осіб: | 755   | 760     |
| Різниця:        |       | +0,66 % |